# Дуб-хитрун
Дуб-хитрун (або Мужній дуб) — ботанічна пам'ятка природи місцевого значення. Розташований у Делегатському провулку, 3/5 Шевченківського району м. Києва. Дерево заповідане у грудні 2010 року.

## Опис
Дуб-хитрун — це дерево віком 600 років. Висота дерева 25 м, на висоті 1 м дерево має в охопленні 5,75 м. У доброму стані.

## Галерея

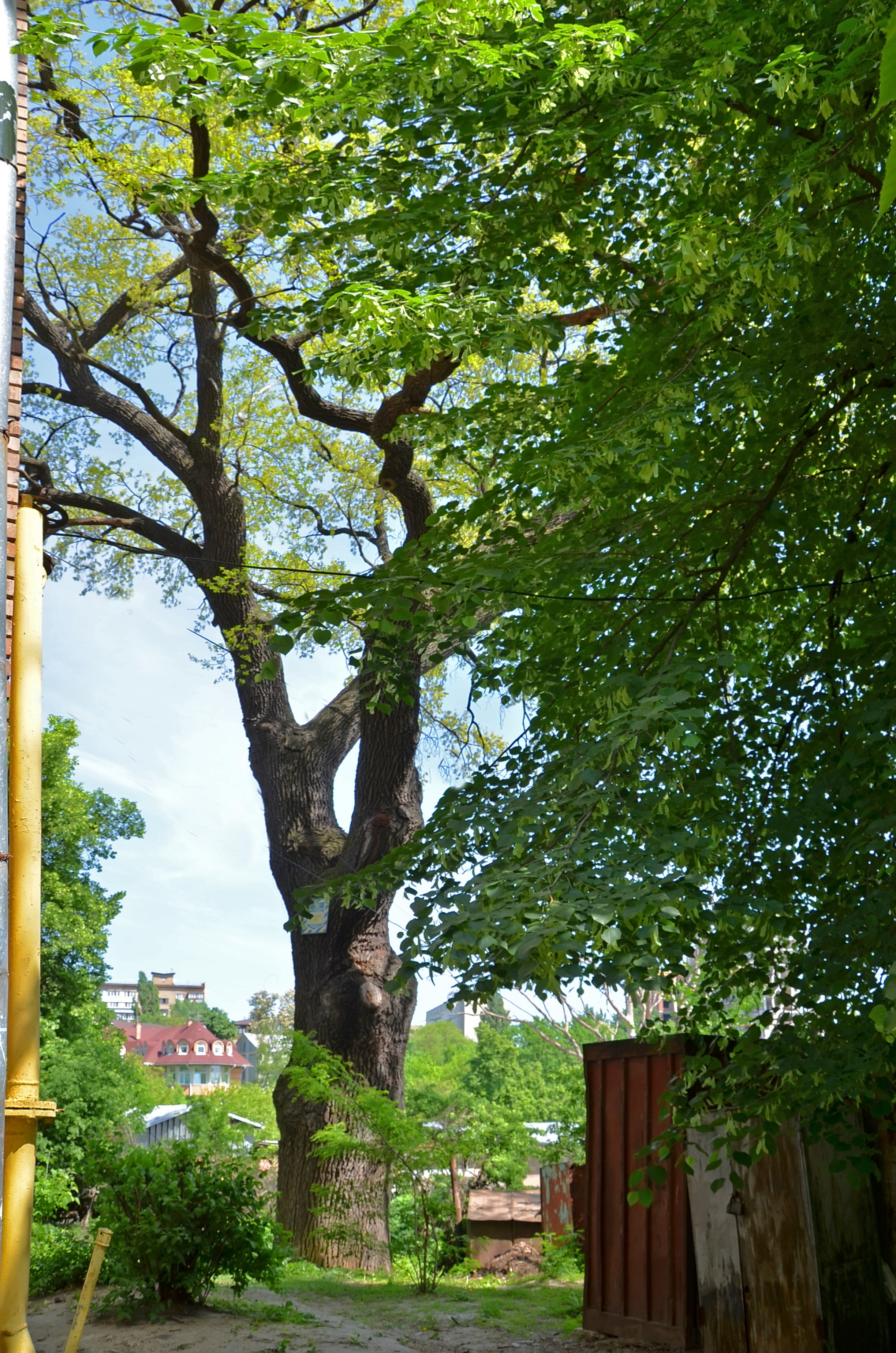
Дуб-хитрун 9 травня 2014 року
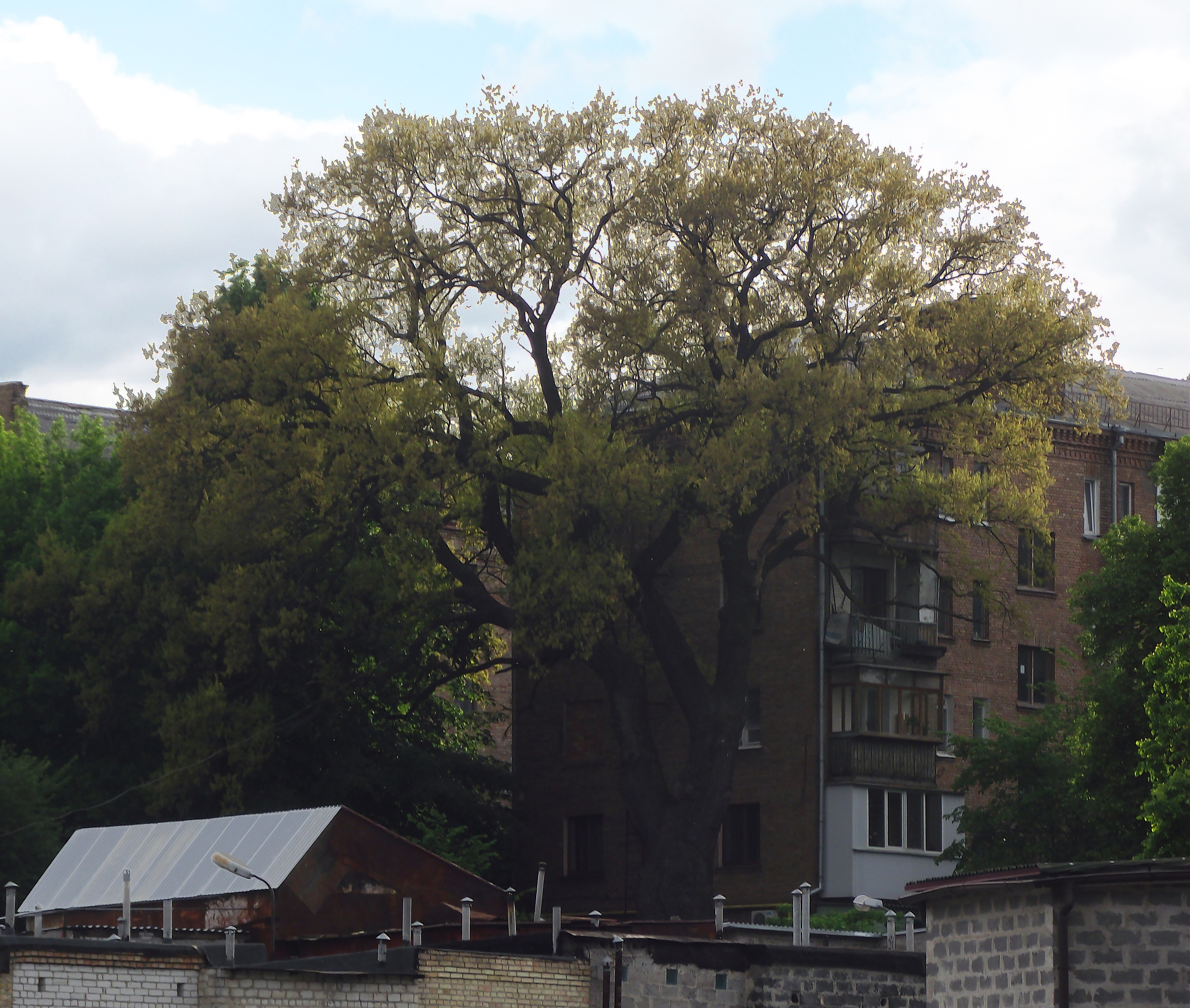
Дуб-хитрун 9 травня 2014 року
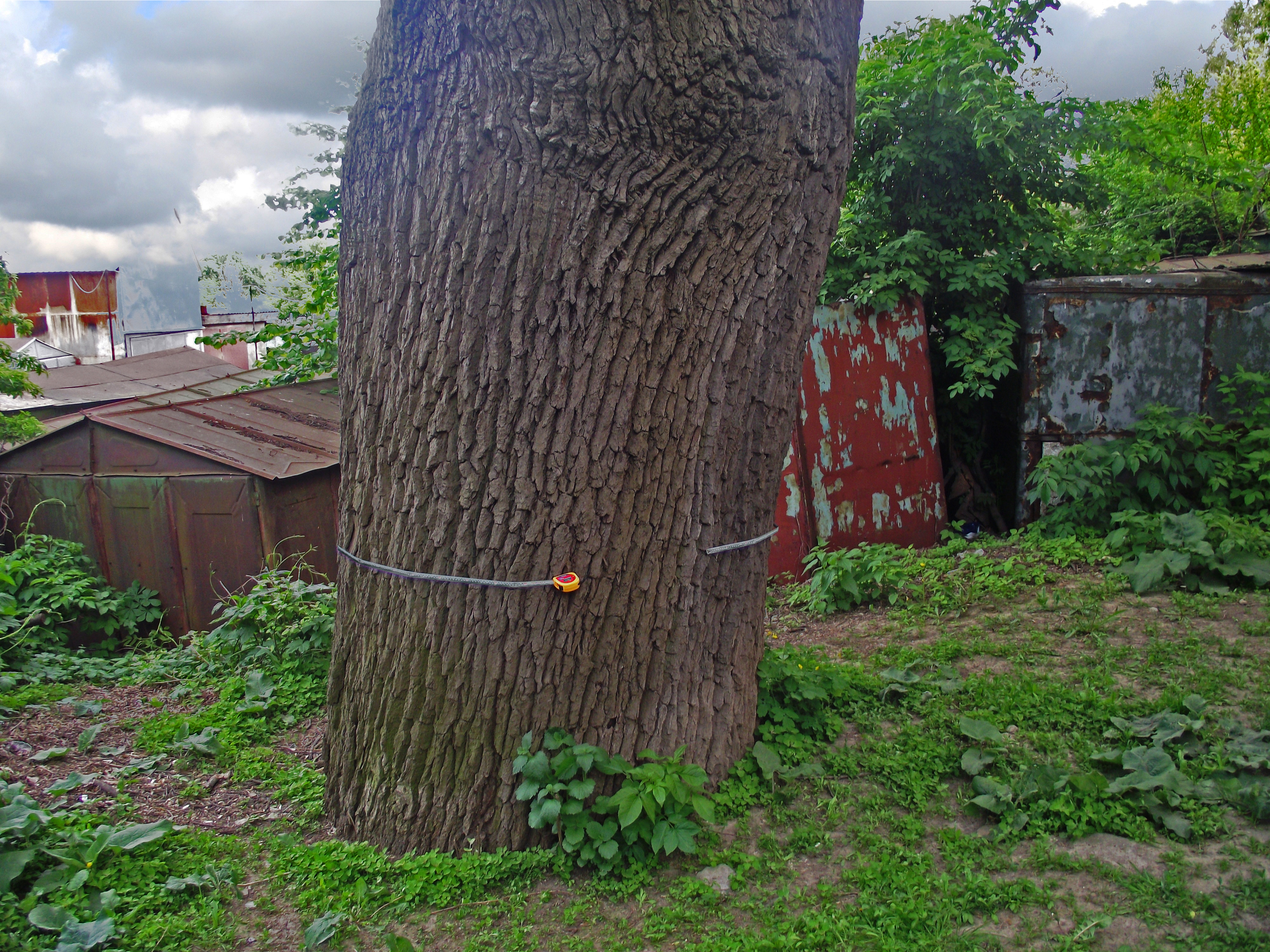
Обхват дерева 9 травня 2014 року
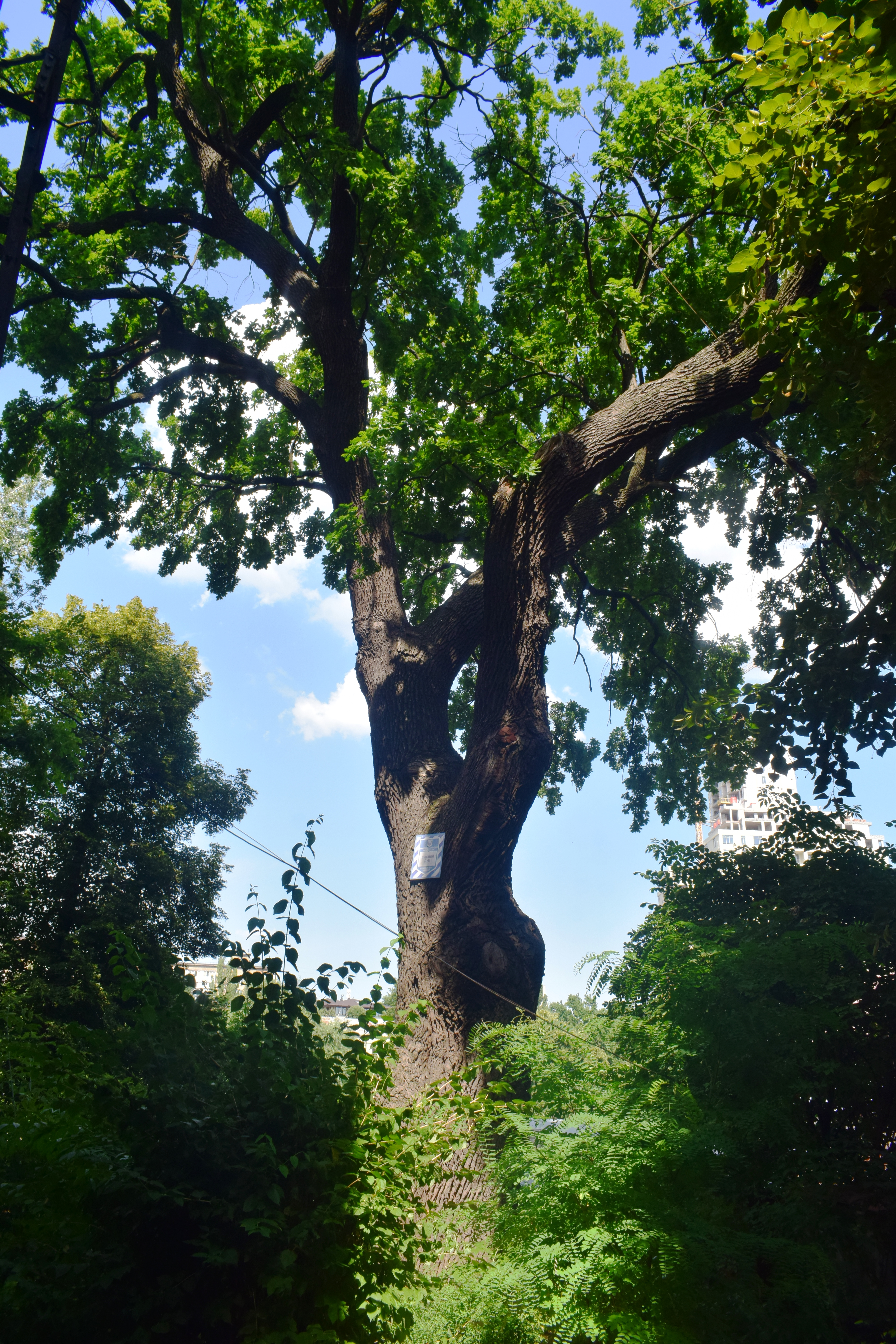
Дуб-хитрун 28 липня 2020 року